# Rovné (Svidník)
Rovné é um município da Eslováquia, situado no distrito de Svidník, na região de Prešov. Tem 13,02 km² de área e sua população em 2018 foi estimada em 475 habitantes.

## Demografia
| Ano:        | 1994 | 2004   | 2014   | 2024   |
| ----------- | ---- | ------ | ------ | ------ |
| Broj ljudi: | 513  | 506    | 491    | 456    |
| Razlika:    |      | -1,36% | -2,96% | -7,12% |

| Ano:               | 2023 | 2024   |
| ------------------ | ---- | ------ |
| Número de pessoas: | 453  | 456    |
| Diferença:         |      | +0,66% |